# Covey T. Oliver
Covey Thomas Oliver (* 21. April 1913 in Laredo, Texas; † 22. Februar 2007 in Easton, Maryland) war ein US-amerikanischer Rechtswissenschaftler, Hochschullehrer und Diplomat, der unter anderem zwischen 1964 und 1966 Botschafter der Vereinigten Staaten in Kolumbien sowie von 1967 bis 1968 im US-Außenministerium Leiter der Unterabteilung Interamerikanische Angelegenheiten (Assistant Secretary of State for Inter-American Affairs) war.

## Leben

### Studien, Zweiter Weltkrieg und Hochschullehrer
Covey Thomas Oliver, Sohn von Phineas Roe Oliver (1877–1947) und Jane Covey Thomas Oliver (1880–1945), absolvierte ein grundständiges Studium an der University of Texas, welches er 1933 mit einem Bachelor of Arts (BA) beendete. Ein darauf folgendes Studium der Rechtswissenschaften an der Law School, der juristischen Fakultät der University of Texas at Austin, schloss er 1936 mit einem Bachelor of Laws (LL.B.) ab und übernahm daraufhin selbst einen Lehrauftrag an der University of Texas School of Law. Er wurde zudem Mitglied der akademischen Ehrengesellschaft Phi Beta Kappa.
Während des Zweiten Weltkrieges wurde er 1939 in Washington, D.C. Mitarbeiter des Board of Economic Warfare, eine Bundesbehörde, die Rohstoffe und andere für die Kriegsanstrengungen notwendige Güter beschaffte. Er diente auch in Spanien, wo er mit dem Kauf von Industriematerialien beauftragt wurde, um sie vor den Händen der Feinde der Alliierten zu schützen. Im Anschluss war er bis 1949 Mitarbeiter im US-Außenministerium und nahm daraufhin den Ruf als Professor für Internationales Recht an der University of California, Berkeley an. Er wurde erster Direktor des dortigen Instituts für internationale Studien (Institute of International Studies) und war zudem Mitautor mehrere Bücher zum internationalen Recht. Während dieser Zeit absolvierte er zudem ein Promotionsstudium an der Columbia University, das er 1953 mit dem Erwerb eines Doktors der Rechtswissenschaften beendete. 1956 übernahm er eine Professur an der juristischen Fakultät der University of Pennsylvania und wurde 1962 von Präsident John F. Kennedy zum Mitglied des Interamerikanischen Rechtskomitees bei der Organisation Amerikanischer Staaten (OAS) ernannt.

### Botschafter in Kolumbien undAssistant Secretary of State
Oliver, der auch Portugiesisch und Spanisch sprach, wurde am 1. Mai 1964 zum Botschafter der Vereinigten Staaten in Kolumbien ernannt und übergab dort am 13. August 1964 als Nachfolger von Fulton Freeman seine Akkreditierung. Er verblieb auf diesem Posten bis zum 29. August 1966, woraufhin Reynold E. Carlson seine dortige Nachfolge antrat. Danach wurde er am 9. Juni 1967 zum Leiter der Unterabteilung Interamerikanische Angelegenheiten (Assistant Secretary of State for Inter-American Affairs) ernannt und übernahm dieses Amt als Nachfolger von Lincoln Gordon offiziell am 1. Juli 1967. Dieses Amt hatte er bis zum 31. Dezember 1968 inne und wurde daraufhin durch Charles A. Meyer ersetzt. Er war in dieser Zeit zugleich US-Koordinator der Allianz für den Fortschritt (Alliance for Progress), ein 1961 von Präsident Kennedy initiiertes Abkommen zur ökonomischen Zusammenarbeit zwischen Nord- und Südamerika, mit dem Ziel, vor dem Hintergrund der Kubanischen Revolution eine Zusammenarbeit weiterer Länder Latein- und Südamerikas mit der Sowjetunion zu verhindern.
Nach einer darauf folgenden Verwaltungsposition bei der Weltbank kehrte Oliver 1969 als Professor an die University of Pennsylvania zurück und lehrte bis zu seiner Emeritierung 1978, wobei er 1978 kurzzeitig auch Dekan der dortigen juristischen Fakultät war. Er war zudem drei Jahre lang als Professor an der Rice University in Houston tätig und hielt zudem eine Reihe von Gastprofessuren an juristischen Fakultäten wie an der American University (AU). Er fungierte zudem als Präsident der Amerikanischen Gesellschaft für internationales Recht ASIL (American Society of International Law) und war mehrere Jahre lang Herausgeber des American Journal of International Law (AJIL). Er war außerdem Mitglied des Council on Foreign Relations, des American Law Institute und des Order of the Coif, eine Ehrengesellschaft für Absolventen juristischer Fakultäten der Vereinigten Staaten.
Aus seiner Ehe mit Barbara Hauer gingen die Kinder Jane Oliver Menard (1947–2021) und Woodlief Hauer Oliver (1950–2014) hervor. Nach seinem Tode infolge einer chronisch obstruktiven Lungenerkrankung wurde er auf dem Mission Burial Park South in San Antonio beigesetzt.

## Veröffentlichungen
- The inter-American security system and the Cuban Crisis, 1962
- The Inter-American security system and the Cuban crisis. Background papers and proceedings, Mitherausgeber Lyman M. Tondel, 1964
- Cases and materials on the international legal system, Mitautoren Noyes Leech, Joseph Modeste Sweeney, 1972, Neuauflagen 1981 und 1988
- Cases and materials on the international legal system, 1995